# Acanthocreagris multispinosa
Acanthocreagris multispinosa är en spindeldjursart som beskrevs av Estany 1978. Acanthocreagris multispinosa ingår i släktet Acanthocreagris och familjen helplåtklokrypare. Inga underarter finns listade i Catalogue of Life.